# MiDNA
miDNAは、miRNAのRNA部分を全てDNAに置換したものである。

## 概要
miRNA (マイクロRNA) は、約20～25塩基長の小さな一本鎖RNAで、遺伝子発現を制御する重要な役割を担っている。mRNAに結合してタンパク質への翻訳を抑制し、発生、細胞増殖、分化、アポトーシスなど、様々な生命現象に関与している。また、がんや心疾患などの疾患との関連も指摘されており、診断や治療法の開発における研究も進められている。
通常、miRNAはmiRNA/miRNAの二重鎖構造をしている。そのmiRNAのRNA部分をDNAに置換し、DNA二重鎖の構造にしたものがmiDNAである。